# Pristimantis auricarens
Pristimantis auricarens es una especie de anfibios de la familia Craugastoridae.

## Distribución geográfica y hábitat
Es endémica del Auyantepui (Venezuela). Su rango altitudinal oscila alrededor de 1600 m s. n. m..